# Club Centro Iqueño
El Club Centro Iqueño és un club de futbol peruà de la ciutat de Lima.
El club va ser fundat el 12 d'octubre de 1935 amb el nom Centro Iqueño de Deportes y Estudios.
Va jugar a la primera divisió peruana entre 1942 i 1969, esdevenint campió peruà el 1957.

## Palmarès
- Lliga peruana de futbol: 
  - 1957

- Segona divisió peruana de futbol: 
  - 1948

- Campeonato de Apertura: 
  - 1958